# Salomon Gessner
Salomon Gessner (Zurigo, 1º aprile 1730 – Zurigo, 2 marzo 1788) è stato un poeta e pittore svizzero.

## Biografia
Figlio di Hans Conrad, tipografo ed editore, e di Esther Hirzel, fu mandato nel 1746 dal padre a Berg am Irchel, dove fu sedotto dalla bellezza della natura, tanto da iniziare i primi tentativi di pittura di paesaggio. Dopo un periodo di apprendistato come commesso di libreria, passato a Berlino dal 1749 al 1750, con l'aiuto del padre aprì una casa editrice a Zurigo, essendo anche redattore del periodico paterno Montags-Zeitung (Gazzetta del lunedì) e, dal 1758, membro della direzione della biblioteca di Zurigo.
Iniziò intanto a scrivere le prime poesie e prose poetiche, oltre a disegni di paesaggi che furono pubblicati a Zurigo nel 1756 come illustrazioni al libro dei suoi Idilli; una successiva edizione, comprendente 52 idilli, fu pubblicata nel 1772, costituendo il suo capolavoro. Nel 1758 pubblicò la prosa lirica La morte di Abele, dove esprime il disagio per l'avanzare della modernità nelle tradizioni pastorali.
Con tali scritti divenne famoso in tutta Europa, dove del resto il genere dell'idillio - che il Gessner ricavò da Teocrito, ma sviluppò secondo un'ispirazione essenzialmente virgiliana - trovava già terreno fertile nel gusto arcadico dominante; le sue opere furono tradotte in tutte le più diffuse lingue europee, venendo apprezzato anche da grandi scrittori come Lessing, Herder e Goethe. In Italia riscosse un grande successo grazie anche all'ammirazione che Aurelio Bertola provò per lui, che si concretizzò nella pubblicazione del libro Elogio a Gesnero (1780). In Italiano, venne tradotto a partire dal 1790 ad opera del siciliano Matteo Procopio, professore di Letteratura italiana presso l'Università di Stoccarda. L'ammirazione per Gessner contagiò anche il giovane Ugo Foscolo, le cui traduzioni del poeta svizzero possono essere lette tra i componimenti dedicati a Costantino Naranzi, pubblicati postumi nel 1831.
Dal 1761 fu socio della casa editrice Orell, Gessner & C., trasformata in Orell, Gessner, Füssli & C. nel 1770, che fu la più importante casa editrice svizzera del tempo. Divenuto socio e direttore artistico della manifattura di porcellane di Kilchberg nel 1763, dal 1768 al 1777 fu balivo di Erlenbach, poi di Vier Wachten e di Wipkingen; nel 1772 fu curatore aggiunto della scuola di Belle Arti di Zurigo. Nel 1780 fondò la Zürcher Zeitung (Giornale di Zurigo) e l'anno seguente divenne amministratore dei boschi della Sihl.
Come pittore Gessner, oltre a produrre acqueforti a illustrazioni tanto delle proprie opere quanto alle edizioni delle opere di autori pubblicati dalla sua Casa editrice, dipinse un centinaio di paesaggi pastorali.

## Opere
- Salomon Gessner, [Opere]. 1, Paris, Gedruckt und verlegt bey Théophile Barrois, fils, quai Voltaire, no 11, 1803.
- Salomon Gessner, [Opere]. 2, Paris, Gedruckt und verlegt bey Théophile Barrois, fils, quai Voltaire, no 11, 1803.
- Salomon Gessner, [Opere]. 3, Paris, Gedruckt und verlegt bey Théophile Barrois, fils, quai Voltaire, no 11, 1803.